# Strwiążek
Strwiążek (Strwiążyk) – dawna wieś, część miasta Ustrzyki Dolne w Polsce położona w województwie podkarpackim, w powiecie bieszczadzkim, w gminie Ustrzyki Dolne.
Leży w Górach Sanocko-Turczańskich, w samym centrum górskiej Grupy Laworty. Zabudowania znajdują się na północny zachód od centrum Ustrzyk Dolnych, w głębokiej dolinie źródłowego odcinka rzeki Strwiąż, otoczonej od północnego wschodu grzbietem Kamiennej Laworty, a od południowego zachodu grzbietem Małego Króla.
Do źródeł rzeki Strwiąż na stokach Wielkiego Króla prowadzi niebiesko znakowany szlak turystyczny "Źródła Strwiąża". 

## Galeria

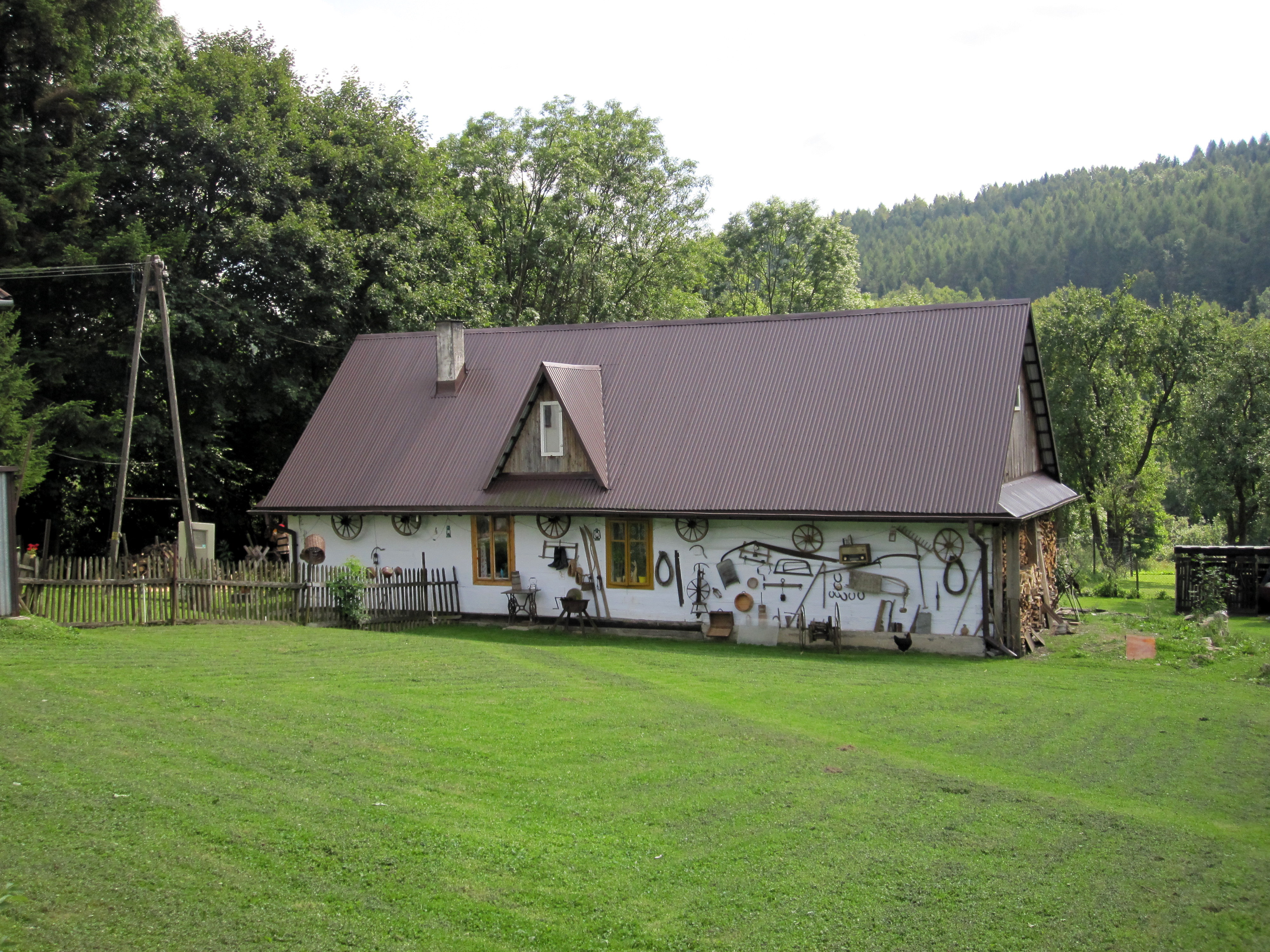
Jedna z chat
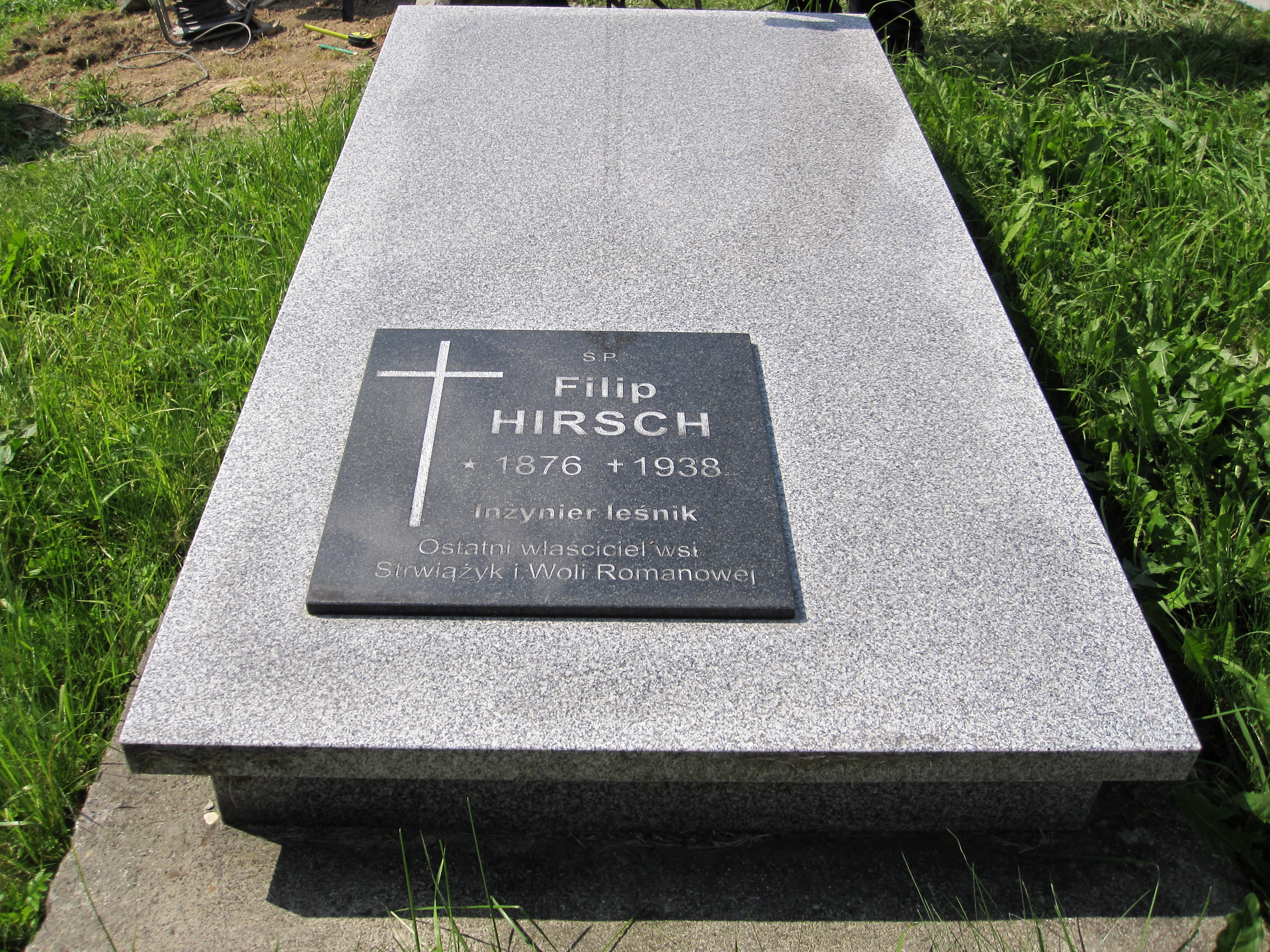
Grób przy cerkwi (kościele)